# Manfred Hardt
Manfred Hardt (* 22. September 1936 in Siegen; † 3. Juli 2001) war ein deutscher Romanist, Italianist und Literaturwissenschaftler.

## Leben und Werk
Hardt studierte Romanistik in Bonn, Freiburg, Paris und Florenz und promovierte 1964 bei Hugo Friedrich in Freiburg über das Thema Das Bild in der Dichtung. Er habilitierte sich 1972 ebenda mit Die Zahl in der Divina Commedia. Von 1974 bis 1979 war er Professor für Romanische Philosophie in Freiburg. Von 1979 bis 2001 war er Inhaber des Lehrstuhls für Romanistik/Italianistik und ordentlicher Professor für romanische Philologie an der Universität Duisburg. Hardt starb an den Folgen eines Verkehrsunfalls. Manfred Hardt war bis zu seinem Tod mit Petra Hardt verheiratet.

## Schriften
als Autor
- Das Bild in der Dichtung. Studien zu Funktionsweisen von Bildern und Bildreihen in der Literatur (Freiburger Schriften zur romanischen Philologie; Bd. 9). Fink, München 1966.
- Gustave Flauberts Spätwerk. Untersuchungen zu „Bouvard et Pécuchet“ (Analecta Romanica; Bd. 27). Klostermann, Frankfurt/M. 1970, ISBN 3-465-00524-4.
- Die Zahl in der „Divina Commedia“ (Linguistica et Litteraria; Bd. 13). Athenäum, Frankfurt/M. 1973, ISBN 3-7610-1413-9.
- I NUMERI NELLA Divina Commedia (Italienische Ausgabe). Salerno Editrice, Rom 2014, ISBN 978-88-8402-900-3.
- Poetik und Semiotik. Das Zeichensystem der Dichtung Konzepte der Sperach- und Literaturwissenschaft; (Bd. 20). Niemeyer, Tübingen 1976, ISBN 3-484-22019-8.
- Geschichte der italienischen Literatur. Von den Anfängen bis zur Gegenwart. Suhrkamp Verlag, Berlin 2003, ISBN 3-518-39961-6.

als Herausgeber
- Ciao Bellezza. Deutsche Dichter über Italien. Ein Lesebuch (in Zusammenarbeit mit Petra Hardt), Wallstein, München 1988, ISBN 3-89244-491-9.
- Literarische Avantgarden (Wege der Forschung; Bd. 648). Wissenschaftliche Buchgemeinschaft, Darmstadt 1989, ISBN 3-534-09535-9.
- „Auch Botticelli war eine gute Partie“. Italienerinnen erzählen. Arche Verlag, Zürich 1994, ISBN 3-7160-2171-7.

## Aufsätze, Artikel und Beiträge
- Textstrategie in der Divina Commedia. Beobachtungen zur dichterischen Sprache Dantes, in: Romanische Forschung 84, 1972, S. 489–517
- Nachwort zu einer deutschen Ausgabe der »Madame Bovary«, Stuttgart 1972 (Reclam), S. 436–452.
- Zur Sprache des französischen Romans der Gegenwart. Eine Skizze, in: Romanische Forschung 86, 1974, S. 72–94.
- Einführung in die formal-strukturalistische Analyse von Erzähltexten (Vortrag, gehalten im Rahmen des Freiburger Studium Generale), in: Freiburger Universitätsblätter 45, August 1974, S. 25–42.
- Mallarmé und Beckett. La lecture comme une pratique désespérée, in: Festschrift für Hugo Friedrich, hg. von E. Köhler, Frankfurt 1975, S. 242–263.
- »Tzvetan Todorov«, Artikel in: Neue Wege der französischen Literaturkritik, hg. von W.-D. Lange, Stuttgart 1975, S. 295–308.
- »Stéphane Mallarmé«, Artikel in: Französische Literatur im 19. Jahrhundert, hg. von W.-D. Lange, Band II, Stuttgart 1979, S. 143–165.
- Zeichen in poetischen Texten. Bau – Verwendung – Rezeption – Sinnkonstruktion, in: »Literatursemiotik«, hg. von A. Eschbach und W. Rader, Tübingen 1979, Bd. I, S. 103–126.
- Marginalien zum Thema »Sprache der Literatur«, in Sprache und Kontext, LiLi, Jahrgang 9, 1979, Heft 33, S. 116–119.
- Nachruf auf Hugo Friedrich (24.12.1904-25.2.1978), in: Deutsches Dante-Jahrbuch Bd. 53/54, 1978/79, S. 12–17.
- Zahlen in literarischen Texten, in: Arcadia 15, 1980, S. 225-241; sowie in: Deutsches Dante-Jahrbuch Bd. 55/56, 1980/81, S. 286–307.
- Die Zeit als Faktor der Sinnkonstruktion. Ein Entwurf, in: Zeichenkonstitution. Akten des 2. Semiotischen Kolloquiums Regensburg 1978, hg. von A. Lange-Seidl, Berlin / New York 1981, Bd. 1, S. 280–288.
- Il testo poetico come processo segnico. Lineamenti di una pratica semiotica del testo letterario, in: »Estetica e linguistica«, a cura di Emilio Garroni, Bologna 1983, S. 39–57.
- A Colloquio con Leonardo Sciascia, Bericht über das kolloquium mit Leonardo Sciascia und G. Bufalino, (in Zusammenarbeit mit Lea Ritter-Santini und Salvatore S. Sanna), in: Italienisch, Heft 11, Mai 1984, S. 2-25; und Heft 12, November 1984, S. 2–11.
- Dante and Arithmetic, in: The Divine Comedy and the Encyclopedia of Art and Science. Acta of the International Dante-Symposium, 13-16. November 1983, ed. by G. Di Scipio and A. Scaglione, Amsterdam/Philadelphia (Benjamins) 1988, S. 81–94.
- Zur Zahlenpoetik Dantes, in: Dante Alighieri, hg. von R. Baum und W. Hirdt, Tübingen 1985, S. 149–167.
- A Colloquio con Muigi Malerba. Bericht über das Duisburger Literaturkolloquium »Literatur als Begegnung« vom 21. auf 22. Mai 1985; in: Italienisch, Heft 15, Mai 1986, S. 6–25.
- A Colloquio con Vincenzo Consolo, in Zusammenarbeit mit K. Ringger und S.A. Sanna, in: Italienisch, Heft 17, Mai 1987, S. 8–50.
- Zur italienischen Lyrik der Gegenwart: Cesare, Viviani, Milo De Angelis, Valerio Magrelli, in: Italienisch, Heft 20, November 1988, S. 57–70.
- Einführung in der Göttlichen Komödie, in: Dante Alighieri, Die Göttliche Komödie, italienisch und deutsch, Basel und Rom (herder) 1989, S. VII-LXXIX.
- I numeri nella poetica di Dante, in: Studi Danteschi, vol. 61, 1993.
- I numeri e le scritture crittografiche nella Divina Commedia, in: Atti del Convegno Internazionale di Studi »Dante e la scienza« (Ravenna 28-30 Mai 1993), a cura di P. Boyde e V. Russo, Ravenna 1995, S. 71–90.
- Ricerche e sondaggi intorno alle scienze matematiche di Dante, in: Le forme e la storia VI, 1994, 1-2, S. 81–106.
- Su alcuni aspetti e problemi della storiografia letteraria, in: Italienisch, Heft 39, Mai 1998, S. 68–78.
- Luigi Malerba, Schriftsteller, Publizist, Drehbuchautor, in: UDH – Zeitschrift der Duisburger Universitätsgesellschaft 2/98, S. 11–12.
- Italianistik – Entstehung, Geschichte, Struktur, in: UDH – Zeitschrift der Duisburger Universitätsgesellschaft 2/98, S. 67–69.
- Zur italienischen Literatur der jüngsten Gegenwart – Ein Panorama, in: Italienisch, Heft 41, Mai 1999, S. 64–71.
- »Valerio Magrelli«, in: Oxford Companion to Italian Literature, Oxford 2000
- »Roberto Cotroneo«, in: Oxford Companion to Italian Literature, Oxford 2000
- Beatrice und die Vita Nuova, in: Italienisch, Heft 44, November 2000, S. 2–14.
- Italianità im Spiegel der italienischen Literatur der Gegenwart, Vortrag im Rahmen des Kongresses »Italianità« an der Universität Eichstätt, Oktober 1999, in: Italianità – Ein literarisches, sprachliches und kulturelles Identitätsmuster, Tübingen: Narr 2001
- Nachwort zu einer deutschen Ausgabe der »Divina Commedia«. Stuttgart: Reclam 2001